# Manfred Eisele

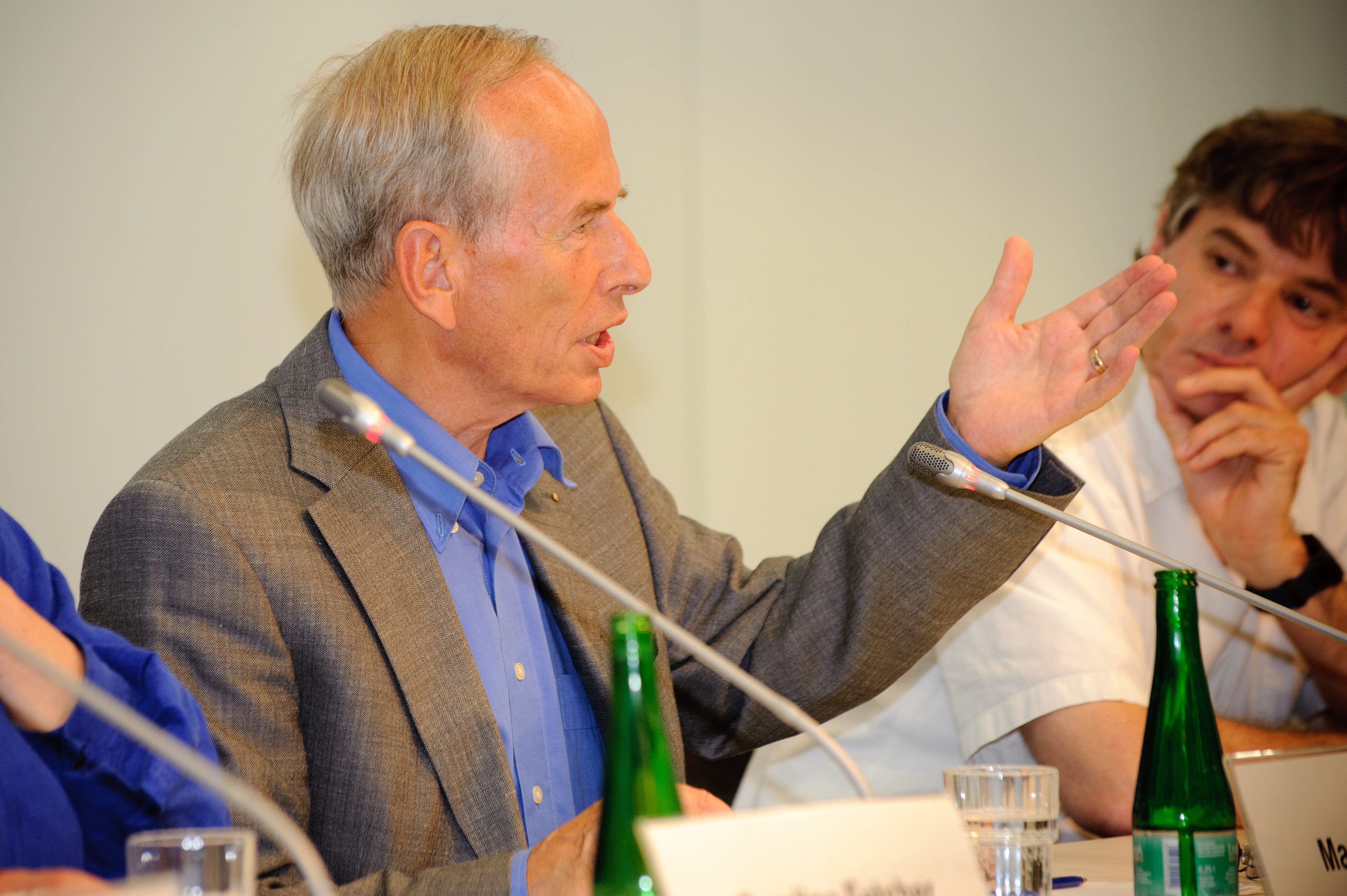
Manfred Eisele (2010)

Manfred Siegbert Eisele (* 17. März 1938 in Wilhelmshaven) ist ein Generalmajor außer Dienst des Heeres der Bundeswehr und war von 1994 bis 1998 Assistant Secretary General for Planning and Support of Peacekeeping Operations der Vereinten Nationen (UNO).

## Leben

### Militärische Laufbahn

#### Ausbildung und erste Verwendungen
Nach dem Abitur am Hamburger Gymnasium Blankenese 1957 trat Eisele am 1. April 1957 als Kanonier (Offizieranwärter) und Soldat auf Zeit mit zunächst dreijähriger Verpflichtungszeit beim III. Bataillon/Feldartillerieregiment 4 in Weiden in der Oberpfalz in den Dienst der Bundeswehr. Als Angehöriger des 6. Offizieranwärterjahrgangs des Heeres absolvierte er die Ausbildung zum Offizier des Truppendienstes der Artillerietruppe unter anderem an der Heeresoffizierschule II in Husum wurde er zum Leutnant befördert. Von 1959 bis 1963 war er Zugführer, Batterieoffizier, Feuerleitoffizier, S2/S1-Offizier (Militärisches Nachrichtenwesen/Personal), Versorgungsoffizier und S3-Offizier im Feldartilleriebataillon 41 in Landshut. Von 1963 bis 1966 war Eisele Hauptmann und Batteriechef der 3. Batterie/Panzerartilleriebataillon 125 in Bayreuth.

#### Generalstabsausbildung und Dienst als Stabsoffizier
Von 1966 bis 1969 diente er als Hörsaalleiter an der Heeresunteroffizierschule I in Sonthofen. Im Anschluss daran absolvierte er von 1969 bis 1971 zuerst den 12. Generalstabslehrgang Heer an der Führungsakademie der Bundeswehr in Hamburg und daraufhin die US-Generalstabsausbildung am Command and General Staff College in Fort Leavenworth, Kansas, wo er zum Offizier im Generalstabsdienst ausgebildet wurde. Nach der Beförderung zum Major übernahm Eisele 1971 in Diez den Posten des Personalgeneralstabsoffiziers (G1) im Stab der 5. Panzerdivision. 1974 wurde er ins Bonner Bundesministerium der Verteidigung versetzt, wo er bis 1977 als Referent in der Personalabteilung diente.
Nach diesen Stabsverwendungen übernahm Eisele 1977 als Oberstleutnant mit dem Panzerartilleriebataillon 125 in Bayreuth ein einjähriges Truppenkommando. Bereits 1978 wurde er abermals nach Bonn versetzt und diente dort als Adjutant des Inspekteurs des Heeres unter den Generalleutnanten Horst Hildebrandt und Johannes Poeppel. 1980 wurde Eisele zum Oberst befördert und übernahm den Posten des Referatsleiters Öffentlichkeitsarbeit der Bundeswehr. Wiederum nach nur einem Jahr übernahm er einen anderen Posten im Ministerium, diesmal den des Referatsleiters Personal (Generale/Generalstabsoffiziere).

#### Dienst im Generalsrang und bei den Vereinten Nationen
1984 absolvierte Eisele das Londoner Royal College of Defence Studies und übernahm noch im selben Jahr, am 1. Oktober 1984, das Kommando über die Panzergrenadierbrigade 17 in Hamburg. In dieser Verwendung wurde er 1987 zum Brigadegeneral befördert. Zum 31. Dezember 1988 gab er die Brigade ab und wurde in das NATO-Oberkommando Supreme Headquarters Allied Powers Europe (SHAPE) nach Mons in Belgien versetzt, wo er unter dem stellvertretenden Supreme Allied Commander Europe, dem deutschen General Eberhard Eimler, als Abteilungsleiter Kampfmittelplanung diente.
Zurück in Deutschland übernahm Eisele unter Beförderung zum Generalmajor von 1991 bis 1992 den Posten des Stabsabteilungsleiters Militärpolitik/Strategie im Führungsstab der Streitkräfte (FüS III) unter dem Generalinspekteur der Bundeswehr General Klaus Naumann. Vom 1. April 1992 bis zum 31. März 1994 kommandierte er die 12. Panzerdivision in Veitshöchheim. 1994 übernahm er für kurze Zeit den Posten des Amtschefs Streitkräfteamt, um wenig später nach New York versetzt zu werden und dort von 1994 bis 1998 als Assistant Secretary General for Planning and Support of Peacekeeping Operations der Vereinten Nationen (Beigeordneter Generalsekretär für Planung und Unterstützung, Hauptabteilung Friedenserhaltende Maßnahmen, DPKO) zu dienen. In dieser Funktion war er oberster Militärberater der Generalsekretäre Boutros Boutros-Ghali und Kofi Annan. 1998 wurde Eisele die Dag-Hammarskjöld-Ehrenmedaille verliehen und er trat schließlich in den Ruhestand.

### Nach der Pensionierung
Von 1992 bis 1994 war Eisele bereits Lehrbeauftragter für Internationale Politik an der Fachhochschule Würzburg-Schweinfurt und hält seit seiner Pensionierung 1998 Vorlesungen und Vorträge u. a. am NATO Defence College in Rom, der Führungsakademie der Bundeswehr in Hamburg, den Universitäten Bochum, Chemnitz, Eichstätt, Heidelberg, Konstanz, München, Padua, bei Politischen Akademien und Stiftungen.
Als Mitglied der Kommission „Gemeinsame Sicherheit und Zukunft der Bundeswehr“ (sogenannte Weizsäcker-Kommission), hat er im Jahr 2000 davor gewarnt, die Wehrpflicht in Deutschland aufzugeben.
In den Jahren 2000 und 2002 war er Leiter der UN-Kommission, die im Auftrag des Generalsekretärs die Lage in Sierra Leone bewertete („Eisele-Mission“). 2002 war er in gleicher Mission in Guinea/Liberia und DR Kongo/Ruanda. Zudem ist er Berater für Internationale Politik, Strategie, Logistik und berät auch das Department of Peacekeeping Operation (DPKO) der Vereinten Nationen, dem er zwischen 1994 und 1998 vorstand weiterhin.
Eisele veröffentlichte 2002 das Buch „Die Vereinten Nationen und das internationale Krisenmanagement. Ein Insider-Bericht“, in dem er den inneren Zustand der Vereinten Nationen in Bezug auf Kriseninterventionen skizziert.
Er ist Mitglied und war Sprecher des Beirats der Clausewitz-Gesellschaft. Er ist Beisitzer im Präsidium der Deutschen Atlantischen Gesellschaft, Mitglied im Präsidium der Deutschen Gesellschaft für die Vereinten Nationen und im wissenschaftlichen Beirat der Delegation der Universität Würzburg für die National Model United Nations Conference (NMUN).
Eisele ist evangelisch-lutherisch, verheiratet und hat zwei Töchter.

## Schriften (Auswahl)
- Die Vereinten Nationen und das internationale Krisenmanagement. Ein Insider-Bericht. Knecht, Frankfurt 2002, ISBN 3-7820-0850-2.